# Igor
Igor je muško slavensko ime.

## Pozadina i značenje
Ime je izvedeno iz skandinavskog imena Ingvar.

## Imendan
17. studenog.

## Varijacije
- švedski: Ingvar
- ruski: Igarj i Igorek
- ukrajinski: Ihor

## Poznati nositelji imena
- Igor I., veliki knez Kijeva
- Igor Štimac

### Literarske figure
•Igor (ili Ygor) pomoćnik Dr. Frankensteina.